# DRG E 52 sorozat
  Nem összekeverendő a DB 152-vel!
A DRG E 52 sorozat, később DB 152 sorozat, egy német 2'B B2' tengelyelrendezéső villamosmozdony-sorozat volt. 1924 és 1925 között gyártotta a WASSEG és a Maffei. Összesen 35 db készült a sorozatból. 1973-ban selejtezték.

## Lásd még
- DB 152 - a Siemens Eurosprinter ES64F egyik változata.